# Franches-Montagnes (distrikt)
District des Franches-Montagnes, tyska: Bezirk Freiberge, är ett distrikt i Schweiz. Det ligger i kantonen Jura, i den västra delen av landet, 50 km nordväst om huvudstaden Bern. Antalet invånare är 10 376. Arean är 200 kvadratkilometer.
Distriktet Franches-Montagnes delas in i 13 kommuner:
- La Chaux-des-Breuleux
- Lajoux
- Le Bémont
- Le Noirmont
- Les Bois
- Les Breuleux
- Les Enfers
- Les Genevez
- Montfaucon
- Muriaux
- Saignelégier
- Saint-Brais
- Soubey

Samtliga kommuner i distriktet är franskspråkiga.